# Grêmio de Vôlei Osasco
Grêmio de Vôlei Osasco, brazylijski klub siatkarski kobiet z Osasco, powstały w 1993 r. 

## Chronologia nazw sponsorskich
- 1993–1996 BCN/Guarujá
- 1996–2003 BCN/Osasco
- 2003–2009 Finasa/Osasco
- 2009–2011 Sollys/Osasco
- 2011–2013 Sollys/Nestlé
- 2013–2015 Molico/Nestlé
- 2015–2018 Vôlei Nestlé
- 2018–2020 Audax/Osasco
- 2020– Osasco/São Cristóvão Saúde

## Sukcesy
Mistrzostwa Brazylii:
- 1. miejsce (6x): 2003, 2004, 2005, 2010, 2012, 2025[1]
- 2. miejsce (12x): 1994, 1995, 1996, 2002, 2006, 2007, 2008, 2009, 2011, 2013, 2015, 2017
- 3. miejsce (6x): 1997, 2000, 2014, 2019, 2021, 2023[2]

Klubowe Mistrzostwa Świata:
- 1. miejsce (1x): 2012
- 2. miejsce (2x): 2010, 2014
- 3. miejsce (2x): 1994, 2011

Klubowe Mistrzostwa Ameryki Południowej:
- 1. miejsce (4x): 2009, 2010, 2011, 2012
- 2. miejsce (3x): 2000, 2014, 2015

 Puchar Brazylii:
- 1. miejsce (4x): 2008, 2014, 2018, 2025[3]

## Kadra

### Sezon 2022/2023[4]
- 1.  Fabiana Claudino
- 2.  Natália Araújo
- 3.  Saraelen Lima
- 5.  Adenizia da Silva
- 6.  Micaya White
- 7.  Silvana Papini
- 8.  Gabrielle Marcondes
- 9.  Tifanny Pereira de Abreu
- 10.  Keyla Ramalho
- 11.  Giulia Magiari
- 12.  Maynara Rossi
- 13.  Kenya Malachias
- 14.  Tamara Abila
- 15.  Drussyla Costa
- 16.  Glayce Vasconcelos
- 17.  Malwina Smarzek-Godek
- 20.  Giovana Gasparini

### Sezon 2021/2022
- 1.  Fabiana Claudino
- 2.  Keyla Ramalho
- 3.  Saraelen Lima
- 4.  Karine Schossler
- 5.  Rachael Adams
- 7.  Silvana Papini
- 9.  Tifanny Pereira de Abreu
- 10. Michelle Pavão
- 11. Joyce Silva
- 13. Kenya Malachias
- 14. Josefa Fabíola Almeida de Souza
- 15. Camila Monteiro
- 16. Tandara Caixeta
- 18. Camila Brait
- 20. Carla Santos
- Ceren Kestirengöz (od 04.01.2022)

### Sezon 2020/2021
- 3.  Naiane Rios
- 4.  Karine Schossler
- 5.  Amanda Rodrigues Sehn
- 6.  Érica Motta Lima
- 8.  Jaqueline Carvalho
- 10. Tainara Santos
- 11. Mayany Souza
- 12. Roberta Ratzke
- 13. Kenya Malachias
- 14. Gabriela Cândido da Silva
- 15. Camila Monteiro
- 16. Tandara Caixeta
- 17. Sonaly Cidrao
- 18. Camila Brait
- 20. Ana Beatriz Corrêa

### Sezon 2019/2020
- 1.  Mara Leão
- 2.  Fernanda Tomé
- 3.  Heidy Casanova
- 4.  Adriani Joaquim
- 5.  Amanda Rodrigues Sehn
- 6.  Érica Motta Lima
- 7.  Ellen Braga
- 8.  Jaqueline Carvalho
- 10. Ana Bjelica
- 11. Priscila Oliveira Heldes
- 12. Roberta Ratzke
- 13. Karyna Malachias
- 16. Vanessa Janke
- 18. Camila Brait
- 20. Ana Beatriz Corrêa

### Sezon 2018/2019
- 1.  Walewska Moreira de Oliveira
- 2.  Carolina Albuquerque
- 3.  Gabriela Zeni
- 4.  Paula Pequeno
- 5.  Angela Leyva
- 6.  Érica Motta Lima
- 7.  Domingas Araújo
- 8.  Cláudia Bueno da Silva
- 9.  Viviane Braun
- 11. Lorenne Geraldo
- 12. Mariana Costa
- 13. Natalia Martins
- 15. Natasha Farinea
- 16. Mayara Santana
- 18. Camila Brait
- 19. Destinee Hooker-Coulter
- Karine Guerra de Souza

### Sezon 2017/2018
- 2.  Carolina Albuquerque
- 3.  Nađa Ninković
- 4.  Bruna Neri
- 5.  Angela Leyva
- 8.  Ana Paula Borgo
- 9.  Juliana Silva
- 11. Lorenne Geraldo
- 12. Mariana Costa
- 13. Natalia Martins
- 14. Fabiola
- 16. Tandara Caixeta
- 19. Tássia Silva
- 20. Ana Beatriz Corrêa

### Sezon 2016/2017
- 2.  Carolina Albuquerque
- 3.  Danielle Lins
- 4.  Bruna Neri
- 6.  Tijana Malešević
- 8.  Ana Paula Borgo
- 9.  Camila Caroline
- 10. Ana Bjelica
- 11. Clarisse Peixoto
- 12. Gabriella Souza
- 13. Natalia Martins
- 16. Tandara Caixeta
- 18. Camila Brait
- 20. Ana Beatriz Corrêa

### Sezon 2015/2016
- 2.  Dani Terra
- 3.  Danielle Lins
- 4.  Kenia Carcasés Opón
- 5.  Adenizia
- 6.  Thaísa
- 8.  Lise Van Hecke
- 9.  Camila Caroline
- 10. Suelle do Prado Oliveira
- 11. Ivna Franco Marra
- 12. Gabriella Souza
- 14. Diana Ferreira
- 15. Marjorie Corrêa
- 18. Camila Brait

### Sezon 2014/2015
- 1.  Lara Nobre Cardoso
- 2.  Dani Terra
- 3.  Danielle Lins
- 4.  Kenia Carcasés Opón
- 5.  Adenizia
- 6.  Thaísa
- 7.  Mari
- 8.  Mariana Nardi
- 9.  Aline Antunes Souza Silva
- 10. Samara Rodrigues de Almeida
- 11. Ivna Franco Marra
- 12. Gabriella Souza
- 14. Diana Ferreira
- 15. Marjorie Corrêa
- 18. Camila Brait

### Sezon 2013/2014
- 1.  Sanja Malagurski
- 2.  Dani Terra
- 3.  Larissa Gongra
- 4.  Marjorie Corrêa
- 5.  Adenizia
- 6.  Thaísa
- 7.  Talita de Cássia Ferreira
- 8.  Ana Maria Gosling
- 9.  Caterina Bosetti
- 10. Lia Castro
- 11. Mariana Nardi
- 12. Gabriella Souza
- 13. Sheilla
- 14. Fabiola
- 16. Paula Mohr
- 18. Camila Brait